# Michel Doyon
Joseph Michel Doyon (Quebec, 20 de abril de 1943) es un abogado, historiador, profesor y político canadiense. Es el lugarteniente-gobernador de Quebec desde el 24 de septiembre de 2015.

## Vida
Nacido en Quebec en 1943, es  el único hijo de Josaphat Doyon y Cécile Gingars. Diplomado en historia por la Universidad Laurentian de Gran Sudbury en 1964, vuelve a Quebec y se inscribe en la Universidad Laval, donde obtiene un máster en historia, dos años más tarde, una licenciatura en derecho, en 1970, y un doctorado en historia en 1978. Su tesis le lleva al Partido Conservador Progresista de Canadá en los años 1940. Durante sus estudios, militó en este partido. De 1975 a 1988, fue profesor de derecho de compañías y más tarde accedería al cargo del curso en la Universidad Laval hasta 1993. En 1984, termina sus estudios doctorales en filosofía sin finalizar la tesis. El mismo año, se une al estudio de abogados Gagné Letarte.
Está casado con Pauline Théberge, con quien tuvo dos hijos: Jean-François y Marie-Hélène.

## Carrera
De 1988 a 1998, fue miembro del consejo de administración de la CBC/Radio-Canada donde trabajó en diferentes comités. Además, fue miembro del comité ejecutivo de Barreau de 2002 a 2004 y de 2006 a 2009. Ocupó el puesto de “bâtonnier” del Barreau de Québec. En 2009, se convirtió en presidente del comité de Barreau y creó igualmente la emisión de “Le droit de savoir”, difundida en Canal Savoir. De 20010 a 2015, fue miembro consultativo en las nominaciones de la magistratura federal por Quebec. Fue también miembro de la comisión de delimitación de circunscripciones electorales federales en Quebec y del consejo de administración de la Orquesta Sinfónica de Quebec.

### Lugarteniente-gobernador de Quebec
El 21 de julio de 2015 (9 años), el primer ministro Stephen Harper anuncia su nombramiento al puesto de lugarteniente-gobernador de Quebec para suceder a Pierre Duchesne. Jura oficialmente el  siguiente. Contrarios a este puesto simbólico, el Partido Quebequés boicotea la ceremonia de jura y la Coalición avenir Quebec no envía más que uno solo de sus diputados. El , en respuesta a los detractores de su función, él defiende sus prerrogativas afirmando que su papel es “esencial para el buen funcionamiento del Estado” y explica su deseo de mejorar la percepción que la población tiene de su función.
Dos años después de su entrada al puesto, sus agendas revelaron un empleo del tiempo poco cargado. Como su predecesor, eligió limitar sus actividades a algunos eventos protocolarios evitando atraer demasiada atención mediática como había hecho la ex lugarteniente-gobernadora Lise Thibault en los últimos años.

## Obras

### Filmografía
- 2011-2015: Le droit de savoir

### Publicaciones
- Les avocats et le Barreau, une histoire… (2009), Barreau du Québec
- Accessibilité aux jugements et droit d’auteur, Revue de l’Association littéraire et artistique, 2008
- Droit, Loi et Équité, (1995) 26 R.G.D. 325-337
- La Bureautique, Formation permanente du Barreau du Québec, cours 80, Congrès 1983

## Premios y reconocimientos
- 2016: Medalla del Barreau de Quebec
- 2012: Medalla de jubilado de diamante de la reina Isabel II
- 2009: Abogado emérito del Barreau de Quebec
- 2005: Gobernador de la Base de Fuerzas canadienses Bagotville
- 2002: Medalla de jubilado de oro de la reina Isabel II
- 2002: Miembro de la Muy venerable orden de Saint-Jean
- 1999-2004: Coronel honorario de la Base de la fuerza aérea canadiense de Bagotville
- 1997: Fellow de la Sociedad napoleónica internacional
- 1992: Medalla del 125 aniversario de Canadá.
- 1992: Consejero de la reina

## Heráldica
A Michel Doyon le fue otorgado un escudo de armas el  por el Jefe Heraldo de Canadá.
```
| Divisa: "Respeto, compromiso, equidad"
| Blasón: Partido de azul y oro cubierto con anillos de uno a otro y de uno en otro, al jefe de plata cargado con una flor de lis con dos ramas de olivo, todo de azul.
| “Los anillos y la división simétrica del campo ilustran el principio de equidad, un concepto que Su Señoría ha estudiado durante mucho tiempo y que él aprecia. El círculo, símbolo de perfección, unidad e infinito, es también un signo de alianza, en este caso entre Su Honor y sus conciudadanos. La flor de lis rinde homenaje a Quebec. Las ramas simbolizan la paz, la no violencia, la fuerza y la sabiduría; Hecho de olivos, cuyo aceite ha servido durante mucho tiempo como combustible para lámparas, también designan el conocimiento y el avance de la humanidad a través de la educación.”
[
7
]
```